# 香取神社 (さいたま市岩槻区大口)
香取神社（かとりじんじゃ）は、埼玉県さいたま市岩槻区の神社。

## 歴史
創建年代は不明である。ただ『神社明細帳』では「慶長二年（1597年）」に再興したと掲載されていることから、少なくとも安土桃山時代には既に存在していたものと推測される。「正福寺」が別当寺であった。正福寺は真言宗の寺院であったが、明治初期の神仏分離により、廃寺に追い込まれた。廃寺後は埼玉県南埼玉郡川通村の役場に転用され、現在は農協（南彩農業協同組合）の川通支店になっている。
1872年（明治5年）、近代社格制度に基づく「村社」に列せられ、1907年（明治40年）の神社合祀により、周辺の2社が合祀された。

## 交通アクセス
- 路線バス下飯塚停留所より徒歩16分。